# Dana Eskelson
Dana Erika Eskelson, född 6 februari 1965, är en amerikansk TV-, film- och teater-skådespelerska.

## Filmografi
- 1992 – Efter midnatt
- 1996 – Den hårda skolan
- 1998 – I lagens namn: Jakten på en mördare
- 2003 – Cold Creek Manor
- 2010 – The Company Men
- 2013 – Deep Powder

## TV-serier
- 1997–1998 – New York Undercover (TV-serie)
- 2003 – Whoopi (TV-serie)
- 2004 – Law & Order: Criminal Intent (TV-serie) (avsnittet "Ill-Bred")
- 2005 – Law & Order (TV-serie)
- 2006 – Brotherhood (TV-serie)